# Stegastes
Stegastes é um gênero de peixes da família dos pomacentrídeos (Pomacentridae).
Os membros deste gênero são pequenos, coloridos e frequentemente encontrados em águas costeiras e recifes de coral nos Trópicos, apenas uma espécie do gênero habita ambientes salobros, além dos recifes, chamado Stegastes otophorus.
Os peixes deste gênero são chamados geralmente de castanhetas, donzelas e em inglês, Gregory. 
Estes peixes podem ser encontrados em recifes tropicais ao longo das costas dos oceanos Atlântico, Índico e Pacífico.

## Espécies
- Stegastes acapulcoensis (Fowler, 1944) Donzela-de-Acapulco, Castanheta-mexicana
- Stegastes adustus (Troschel in Müller, 1865)
- Stegastes albifasciatus (Schlegel and Müller, 1839)
- Stegastes altus (Okada and Ikeda, 1937) Castanheta-amarela-japonesa
- Stegastes apicalis (De Vis, 1885)
- Stegastes arcifrons (Heller and Snodgrass, 1903) Donzela-colombiana, Castanheta-das-Ilhas-Cocos
- Stegastes aureus (Fowler, 1927)
- Stegastes baldwini Allen and Woods, 1980 Donzela-de-Baldwin
- Stegastes beebei (Nichols, 1924) Castanheta-de-cauda-anelada-de-Galápagos
- Stegastes diencaeus (Jordan and Rutter, 1897) Donzela-de-Iucatã
- Stegastes dorsopunicans (Poey, 1868)
- Stegastes emeryi (Allen and Randall, 1974)
- Stegastes fasciolatus (Ogilby, 1889) Castanheta-do-Pacífico
- Stegastes flavilatus (Gill, 1862)
- Stegastes fuscus (Cuvier and Valenciennes, 1830) Donzela-comum, Donzelinha
- Stegastes gascoynei (Whitley, 1964) Donzela-do-Mar-de-Coral
- Stegastes imbricatus Jenyns, 1840 Castanheta-de-Cabo-Verde, Tchintchin
- Stegastes insularis Allen and Emery, 1985
- Stegastes leucorus (Gilbert, 1892) Castanheta-de-cauda-anelada, Donzela-de-Revillagigedo
- Stegastes leucostictus (Müller and Troschel in Schomburgk, 1848)
- Stegastes limbatus (Cuvier in Cuvier and Valenciennes, 1830)
- Stegastes lividus (Forster in Bloch and Schneider, 1801)
- Stegastes lubbocki Allen and Smith, 1992 Donzela-de-Lubbock
- Stegastes nigricans (Lacépède, 1802)
- Stegastes obreptus (Whitley, 1948)
- Stegastes otophorus (Poey, 1860)
- Stegastes partitus (Poey, 1868) Donzela-de-galha-amarela, Castanheta-negra-do-Brasil
- Stegastes pelicieri Allen and Emery, 1985
- Stegastes pictus (Castelnau, 1855)
- Stegastes planifrons (Cuvier in Cuvier and Valenciennes, 1830)
- Stegastes rectifraenum (Gill, 1862) Donzela-de-Cortez, Castanheta-do-Golfo-da-Califórnia
- Stegastes redemptus (Heller and Snodgrass, 1903) Donzela-de-Clarion, Donzela-dourada-da-Baja-Califórnia, Castanheta-amarela-do-norte
- Stegastes robertsoni Randall, 2001 Castanheta-de-Robertson
- Stegastes rocasensis (Emery, 1972) Donzela-de-Rocas, Saberé
- Stegastes sanctaehelenae (Sauvage, 1879) Donzela-de-Santa-Helena
- Stegastes sanctipauli Lubbock and Edwards, 1981 Donzela-de-São-Pedro-e-São-Paulo
- Stegastes trindadensis Gasparini, Moura, and Sazima, 1999 Donzela-de-Trindade
- Stegastes uenfi Novelli, Nunan and Lima, 2000 Donzela-brasileira
- Stegastes variabilis (Castelnau, 1855) Donzela-cacau